# Iglesia de Santa Margarita (Palma de Mallorca)
La iglesia de Santa Margarita se encuentra en la calle de San Miguel, núm. 69, de Palma, en la isla de Mallorca.

## Descripción
El origen proviene de la instalación de los frailes franciscanos en el año 1238. Justo al borde estaba situada la antigua puerta de Bab al-Kahl, por donde Jaime I de Aragón entró en Madina Mayurqa el 31 de diciembre de 1229. Con el tiempo, esta puerta recibió varios nombres : del Esvaïdor, de la Conquista y de Santa Margarita. Fue derribada en 1913.
Fue objeto de sucesivas reformas y ampliaciones. La más importante, entre el 1341 y 1374, reconstruyó el ábside. Fue restaurada en 1967 y dedicada a parroquia castrense.
Tiene planta rectangular de una nave con capillas laterales y ábside de base rectangular. La cubierta es de madera con dos vertientes y se sostenida por cinco arcos diafragmas. La cubierta del ábside es de bóveda octogonal nervada situada sobre finas columnas y con calado superior.
Las capillas tienen una planta irregular y bóveda de crucería.
El corazón se sitúa sobre dos hileras de tres arcos rebajados sostenidos por cuatro columnas de fuste octogonal. En la primera capilla de la izquierda está el sepulcro gótico de Guillem de Torrella (1267).
El baptisterio está en la primera capilla de la derecha y tiene nervaduras en la vuelta, que terminan en cuatro ménsulas que representan los evangelistas.